# Andrew Goodman
Pour les articles homonymes, voir Goodman.
Andrew Goodman, né le 23 novembre 1943 dans l'Upper West Side à New York et mort le 21 juin 1964 dans l'État du Mississippi, est un militant juif américain des droits civiques.

## Biographie
C'était l'un des trois fils de Robert et de Carolyn Goodman, il est né et a été élevé à New York dans une famille de bon niveau intellectuel et social. À l'âge de 15 ans, il commence à militer.
Pendant qu'il étudiait à Queens College, il rejoint le congrès sur l'égalité raciale (CORE pour Congress Of Racial Equality) et se porta volontaire pour faire partie de la campagne « Freedom Summer » accompagné de Michael Schwerner, pour favoriser l'inscription des Noirs sur les listes électorales. À la mi-juin de l'année 1964, Goodman et Schwerner furent envoyés au Mississippi et commencèrent l'inscription des Noirs.
Durant la nuit du 20 juin 1964, ils atteignent Meridian et sont rejoints par un Noir, James Chaney, qui, lui aussi, milite pour les droits civiques. Le lendemain matin, ils se dirigent vers Philadelphia, Comté de Neshoba, pour enquêter sur l'incendie d'une église d'une communauté noire. Dans la même journée, alors qu'ils étaient en voiture, ils sont arrêtés par des membres du Ku Klux Klan (dont le shérif adjoint du comté de Neshoba).
Goodman et Schwerner ont été tués par balles, et Chaney fut battu à mort. Lorsque Robert Kennedy apprend que les trois jeunes hommes ont disparu, il envoie Joseph Sullivan du Bureau fédéral des investigations (FBI) dans le Mississippi pour découvrir ce qui s'était passé. Le 4 août 1964, les agents du FBI trouvent les corps des trois victimes dans un barrage de terre de la ferme Old Jolly.
Le 13 octobre, un membre du Ku Klux Klan, James Jordon, a admis aux agents de FBI qu'il était témoin des meurtres et a accepté de coopérer avec la recherche des meurtriers. Dix-neuf hommes sont arrêtés incluant le shérif Laurent Rainey et le shérif adjoint Cecil Price.
La Mississippi State Sovereignty Commission était totalement opposée à l'intégration et aux droits civiques. Elle rémunérait des indicateurs afin d'identifier les citoyens suspectés d'activisme, en particulier les ressortissants du nord qui s'installaient dans l'État. Des dossiers rendus publics par décision judiciaire en 1998, révélèrent la complicité de l'État dans le meurtre de trois militants des droits civiques à Philadelphia. L'enquêteur A. L. Hopkins avait fourni à cette commission des informations concernant les militants, dont le numéro de la plaque minéralogique de l'un d'entre eux. Les dossiers montrèrent que la commission avait transmis l'information au shérif de Neshoba County, qui fut impliqué dans les meurtres.

## Film
Le film Mississippi Burning retrace l'enquête du FBI sur son assassinat.

## Hommages posthumes
- En 2014, Barack Obama alors président des Etats-Unis, décerna à Goodman et à deux autres militants, Chaney et Schwerner, la Médaille présidentielle de la Liberté, la plus haute décoration civile des États-Unis.
- Simon and Garfunkel dédièrent la chanson He Was My Brother (1964) à Goodman, Chaney et Schwerner[3].